# Драгутин Вукотић
Драгутин Вукотић (Подгорица, 1924 — Подгорица, 2017) био је лекар уролог болница у Никшићу и Титограду од 1957, редовни професор Медицинског факултета  у Подгорици од 1978. и у Београду од 1986. године, делегат Удружења уролога Југославије у Интернационалној уролошкој асоцијацији 1979, председник Друштва лекара Црне Горе 1961, Удружења уролога Југославије 1981— 1982 и Црногорске академије наука и уметности 1989—2001, као и оснивач првог Уролошког одељења у Црној Гори 1957. у Никшићу, а затим у Титограду 1968.
Био је члан Интернационалног удружења уролога 1973, Удружења уролога Француске 1977, Европског уролошког друштва 1975, Балканске медицинске уније, ван радног састава САНУ 1990, Српског лекарског друштва 1998, Руске академије наука 1995, члан редакција часописа Acta chirurgica iugoslavica, Acta medica iugoslavica и Medicinski zapisi. За дописног члана Друштва за науку и уметност Црне Горе (касније Црногорске академије наука и уметности) је изабран 6. марта 1973. године, а за редовног члана ЦАНУ 22. октобра 1981. године.

## Биографија
Рођен је 15. октобра 1924. године у Подгорици. Дипломирао је на Медицинском факултету у Београду 1952. године, специјализирао на Уролошкој клиници у Београду 1957, докторирао на Медицинском факултету у Београду 1976. године. Учествовао је на националним и интернационалним уролошким конгресима у Кракову, Лењинграду, Солуну, Кијеву, Паризу, Пекингу, Сан Франциску, као и на свим конгресима Удружења уролога Југославије.
Објавио је књиге: „Етиологија уролитијазе” (1977), „Клиничке физичко–хемијске карактеристике уролитијазе у Црној Гори” (1993), „Бесједе и огледи I” (1994), „Одабрани радови из урологије” (1996), „Бесједе и огледи II” (1997), „Етичке контроверзе у медицини” (2000), „Бесједе и огледи III” (2001), „Бесједе и огледи IV” (2004), „Асоцијалност у медицинској науци и пракси — Јатрогене грешке и превиди” (2007), „Временска неподударност биолошког и хронолошког старења у Црној Гори” (2009) и „Садејство племенитости и етичности у људском роду” (2013). Објавио је и бројне стручне и научне радове, посебно из урологије и етике у медицини, затим беседе, огледе и приказе у домаћим и страним серијским и монографским публикацијама. Библиографија Вукотићевих радова и литература о његовом стваралаштву садржи 465 јединица.
Преминуо је 7. децембра 2017. године у Подгорици, а сахрана је одржана 9. децембра на гробљу Чепурци. Поводом његове смрти су одржаване Комеморативне седнице Црногорске академије наука и уметности.

## Награде
Награде и признања које је примио Драгутин Вукотић:
- Признање за научника године, Интернационални биографски центар у Кембриџу, 2001.
- Плакета „Др Петар Миљанић”, Друштво лекара Црне Горе, 1979.
- Повеља Савеза лекарских друштава Југославије, 1986.
- Плакета Универзитета Црне Горе, 1994.
- Септембарска награда Никшића, 1964.
- Децембарска награда Титограда[1]
- „Тринаестојулска награда Црне Горе”, 1967.
- Награда ослобођења Титограда, 1981.
- Награда АВНОЈ-а, 1983.